# Satindra Kalpoe
Satindra Kalpoe (Paramaribo, 17 augustus 1970) is een Nederlandse drummer en portretschilder.

## Biografie
In 1990 woonde hij in Rotterdam en begon hij aan een studie aan het Haagse conservatorium. Hij zette zijn opleiding in 1991 voort in Rotterdam. Gedurende zijn studie speelde Kalpoe op vele jamsessies. Naast zijn studie volgde hij verschillende workshops, waaronder de lessen van de Amsterdamse jazzsaxofonist Herman de Wit, waar zijn liefde voor jazz verder werd aangewakkerd. In 1993 werd hij drummer van de band el Fluvíá (Derk Groen) en speelde hij in verschillende andere bands.

### Drummer
Kalpoe werd vooral bekend als drummer in de begeleidingsband van de zangeres Anouk. Samen met Anouk en haar vaste tekstschrijver Bart van Veen schreef hij de hit Nobody's Wife en vanaf 1997 speelde hij in de band van Anouk, met wie hij verschillende albums opnam. Met deze band reisde hij ook naar de Verenigde Staten. In 2001 werd de samenstelling van Anouks begeleidingsband veranderd en verliet ook Kalpoe de band.
Vanaf 2000 speelde hij in de band van de Amerikaanse rockzanger Keith Caputo, met wie hij op het Roskilde Festival in Denemarken stond. Na zijn vertrek speelde Kalpoe in Tasha's World, een band van zangeres Natascha Slagtand, met wie hij op festivals als het Drum Rhythm Festival stond. Vanaf 2003 speelde hij in de band Relax. Met deze band reisde hij diverse keren naar Zuid-Afrika en stond hij op grote festivals als het Sziget-festival, Pinkpop en het North Sea Jazz Festival.
In 2009 nam Kalpoe met instrumentale hardcore jazz deel aan het North Sea Jazz Festival samen met jazzsaxofonist Yuri Honing, FLORiS (van oorsprong houseproducer) en onder anderen Janne Schra, David Pino en Sarah Bettens. Daarnaast speelde Kalpoe in de band van de Amerikaanse Prince gitarist Miko Weaver (The Revolution) en de band van Boris Titulaer, waarmee hij in de Viper Room (VS) stond.
In 2009 werd Kalpoe een vaste sessieleider bij Jam de la Crème op het strand van Scheveningen. Het concept staat op veel bekende festivals, zoals de Haagse Museumnacht, The Hague Jazz, Crossing Border, het Life I Live Festival, ElbJazz in Hamburg, het Oerol Festival en het Sziget-festival, en gastoptredens vonden plaats als Jam de la Créme meets Kyteman's Kytopia.
Sinds 2011 speelt hij als freelancer.

### Schilder
Satindra Kalpoe heeft al sinds zijn jonge jaren een liefde voor tekenen en de schilderkunst. Toen hij in 1990 een tafelezel cadeau kreeg werd de drang om zelf te schilderen aangewakkerd. De basistechnieken leerde Satindra van de Haagse kunstenares Ingrid Smuling. Zijn inspiratiebronnen zijn Rembrandt, Carel Willink, M.C. Escher en Gustav Klimt. Intussen was Satindra een professioneel muzikant en verdween het schilderen naar de achtergrond. 
In 2015 pakte hij het schilderen weer op. Hij maakte zich de schilderkunst eigen op autodidactische wijze. In 2017 kwam het portret Daan tot de 2e ronde van de Nederlandse Portretprijs 2017.
In 2019 werd zijn schilderij Cooper geselecteerd voor een expositie in het Cultuurhuis de Garenspinnerij in Gouda.
In het voorjaar van 2021 deed Satindra mee aan de Nederlandse Portretprijs 2021. De jury selecteerde twee van zijn portretten uit de ruim 1400 inzendingen voor de 2e ronde; Paul en Staring is impolite. Dit laatste portret werd geselecteerd voor de expositie van 50 portretten in Slot Zeist.

## Discografie
Anouk:
- 1997 - Together alone (cd)
- 1999 - Urban Solitude (cd)
- 2001 - Lost Tracks (cd)
- 2003 - It Wasn't Me (cd)

State Of Monc:
- 2002 - Hand To Mouth (cd)

Relax:
- 2005 - Odeur de clochard (cd)
- 2007 - Pirates among puppets (cd)
- 2011 - Lucifer's circus (cd)

Boris Titulaer:
- 2009 - Live My Life Live (cd)

Schradinova:
- 2010 - India Lima Oscar Vector Echo You (cd)

Dazzled Kid:
- 2011 - Fire Needs Air (cd)